# Scandentia
Gli Scandenti (Scandentia Wagner, 1855) sono un ordine di mammiferi euteri comprendente le 20 specie di tupaie, suddivise in due famiglie: Tupaidi e Ptilocercidi.
Le tupaie sono piccoli mammiferi, simili a scoiattoli, che vivono nelle foreste pluviali tropicali dell'Asia meridionale e sud-orientale. La loro prima citazione si trova in un resoconto illustrato del 1780, opera di William Ellis, un chirurgo che accompagnò il capitano Cook nel suo viaggio di esplorazione dell'Arcipelago Malese. Fu Ellis a coniarne il nome inglese di treeshrews («toporagni arboricoli»), un termine assai poco appropriato dal momento che questi inusuali mammiferi sono completamente differenti dai veri toporagni e, come gruppo, non sono particolarmente adattati alla vita arboricola: in realtà alcune specie di tupaie hanno abitudini completamente terricole.
La maggior parte delle tupaie è semiterricola, in questo piuttosto simile allo scoiattolo europeo, rassomiglianza questa sottolineata dal fatto che sia le tupaie sia gli scoiattoli vengono in malese indicati dalla parola tupai dalla quale deriva il nome del genere Tupaia. Classificate in un primo momento come Insettivori, le tupaie sono state in seguito a lungo considerate come Primati, ma i recenti studi hanno portato a una loro distinzione da entrambi questi ordini e sono oggi considerate come i soli membri dell'ordine Scandentia.

## Descrizione
Le tupaie sono piccoli Mammiferi, con un corpo allungato e una lunga coda che, tranne nella tupaia dalla coda pennata, è in genere coperta di lunghi peli robusti. Le dimensioni variano dai 45 g della tupaia pigmea ai 350 g della tupaia delle Filippine. Il loro mantello è denso e folto. Possiedono artigli sulle dita di tutti gli arti, e le prime dita divergono leggermente da tutte le altre. Il muso varia da corto ad allungato; le orecchie possiedono un padiglione membranoso di taglia variabile secondo la specie, coperto in genere di peli. Nella tupaia dalla coda pennata le orecchie sono nude e più grandi che nelle altre tupaie, senza dubbio per il fatto che questa specie notturna deve fare maggiore affidamento sull'udito per trovare gli insetti ed evitare i pericoli di notte. Le specie principalmente arboricole, come la tupaia pigmea, sono piccole, hanno musi corti, occhi più spostati in senso frontale, artigli poco sviluppati e code più lunghe dell'intera lunghezza della testa-tronco. Le specie terrestri, come il tana, sono grandi, possiedono musi allungati, artigli ben sviluppati per scavare le radici alla ricerca di insetti, e code più corte della lunghezza testa-tronco. Le abitudini terricole permettono loro una maggiore taglia del corpo e una minore necessità di una coda lunga per bilanciarsi sugli alberi.
Nella maggior parte delle caratteristiche anatomiche le tupaie non evidenziano una particolare specializzazione, sebbene esistano alcune particolarità nel cranio e nella dentatura. Eccetto che nella tupaia dalla coda pennata, le tupaie hanno in genere occhi posti lateralmente, grandi e che danno una buona visione in rapporto alla taglia del corpo.
Il cranio della tupaia è quello di un Mammifero strettamente quadrupede. Il foramen magnum (l'apertura attraverso la quale passa il midollo spinale) è diretto all'indietro, mentre nei Primati viventi con stazione più eretta è diretto più o meno in basso. Il cranio è più lungo nelle specie terricole che rivoltano le lettiere di foglie. Le specie arboricole hanno musi più corti, cervelli più grandi e occhi più spostati in avanti che consentono una visione binoculare.
I canini sono relativamente poco sviluppati a paragone della maggior parte dei Mammiferi; i molari primitivi a cuspidi taglienti riflettono una dieta insettivora e gli incisivi inferiori proiettati in avanti sono utilizzati per la pulizia.

## Distribuzione e habitat
L'areale delle tupaie si estende dall'India occidentale fino a Mindanao nelle Filippine, dalla Cina meridionale fino a Giava, compresa la maggior parte delle isole dell'Arcipelago Malese. Nessuno dei 5 generi occupa per intero l'areale dell'ordine, sebbene il genere Tupaia sia il più diffuso di tutti.
Il maggior numero di specie diverse lo si incontra nel Borneo, dove si trovano 10 delle 20 specie conosciute. Questa concentrazione è in parte dovuta alla grandezza dell'isola e alla conseguente ampiezza di habitat disponibili, ma è anche possibile che il Borneo sia stato il centro iniziale da cui prese avvio la radiazione delle moderne specie di tupaie.

## Biologia

### Alimentazione
Come gli scoiattoli europei, la maggior parte delle tupaie passa gran parte del tempo alla ricerca di cibo a terra piuttosto che sugli alberi. Scorrazzano su e giù dai tronchi degli alberi e attraversano il suolo della foresta con i caratteristici movimenti convulsi della coda, nutrendosi di una gran varietà di animaletti (specialmente artropodi) e di frutti, semi e altro materiale vegetale. Tutte tranne le specie più arboricole preferiscono catturare il cibo col muso piuttosto che con le mani, usate solo quando non è possibile raggiungere altrimenti il cibo. Gli insetti volatori, però, possono essere catturati con un rapido scatto della mano e tutte le tupaie trattengono il cibo fra le zampe anteriori mentre mangiano. Allo stato selvatico probabilmente le tupaie più grandi si nutrono anche di piccoli vertebrati, come piccoli mammiferi e lucertole, dal momento che in cattività sono state viste sopraffare topi adulti e giovani ratti e ucciderli con un solo morso al collo.
La maggior parte delle tupaie, così come gli scoiattoli, costituiscono un'eccezione alla regola generale che i mammiferi piccoli siano notturni. Le tupaie dalla coda pennata, tuttavia, sono esclusivamente notturne e molte delle loro caratteristiche principali (occhi e orecchie più grandi, vibrisse lunghe, colorazione grigio-nera) possono essere attribuite a questa differenza. Si è avanzata l'idea che le tupaie di monte possano essere una via di mezzo dato che presentano picchi di attività all'alba e al tramonto.

### Riproduzione

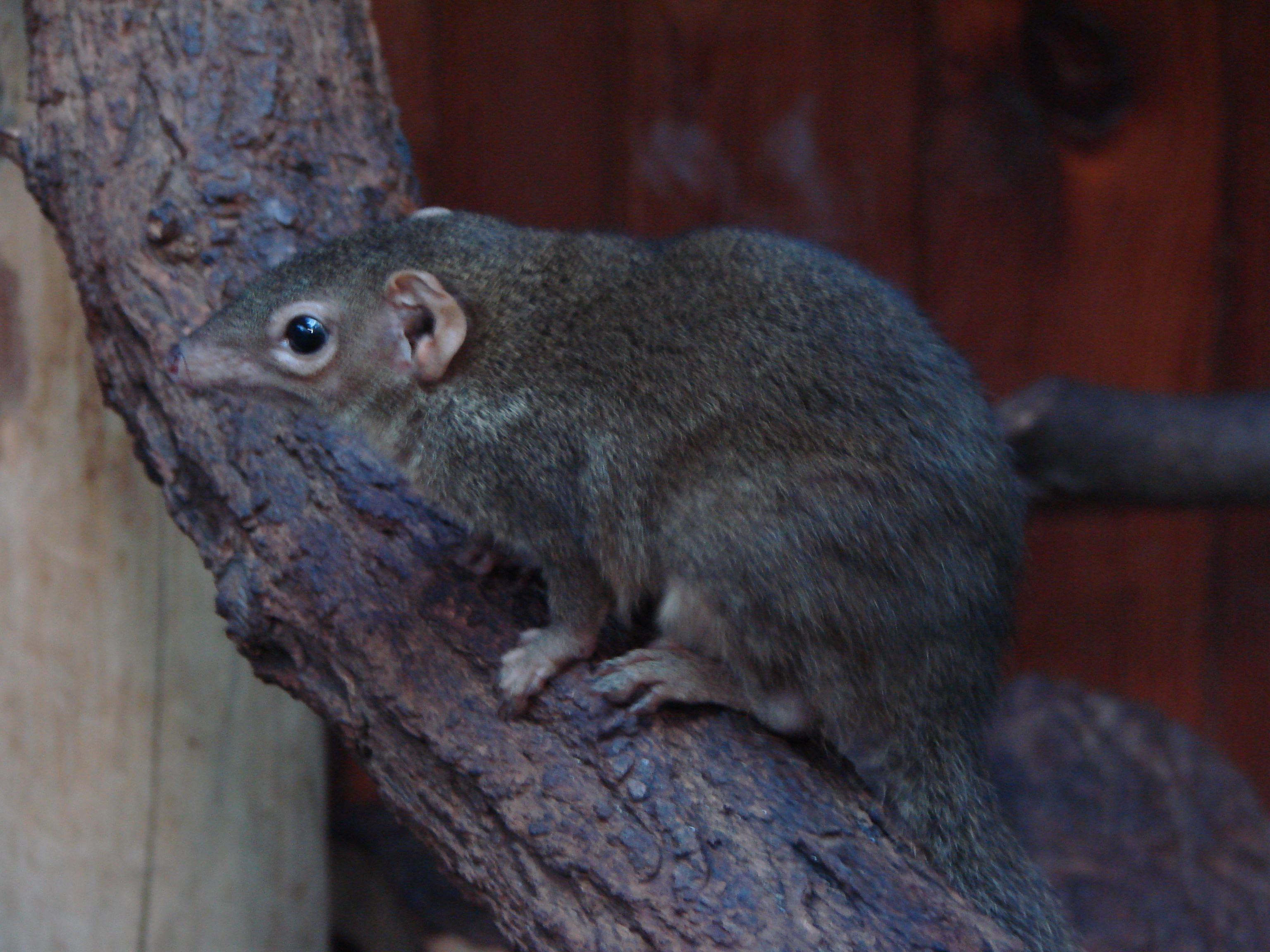
Tupaia settentrionale.

La maggior parte delle tupaie nidifica in cavità degli alberi rivestite di foglie secche. Il periodo di gestazione è di 45-50 giorni, secondo le specie, e vengono alla luce 1-3 piccoli sprovvisti di pelo, con occhi e orecchie chiusi. Le orecchie si aprono entro 10 giorni e gli occhi in 20 giorni. Le tupaie sono insolite fra i Mammiferi Euteri a causa del tipo estremamente elementare di cure parentali. Le ricerche di laboratorio hanno dimostrato che in almeno tre specie (tupaia pigmea, tupaia settentrionale, tana) la madre partorisce in un nido separato che ella poi visita per allattare la prole una sola volta ogni due giorni (i primi tentativi di far riprodurre le tupaie in cattività fallirono soprattutto perché era stato preparato un solo nido). Le visite sono molto rapide (5-10 minuti), e in questo breve lasso di tempo la madre fornisce a ogni cucciolo 5-15 g di latte come nutrimento per le 48 ore seguenti. Il latte contiene una grande quantità di proteine (10%), che permette al piccolo di crescere rapidamente, e una concentrazione di grassi insolitamente alta (26%) che consente ai piccoli di mantenere la propria temperatura corporea attorno ai 37 °C nonostante l'assenza della madre dal nido. I piccoli sono comunque relativamente immobili nel nido, così che il latte contiene solo una piccola quantità di carboidrati (2%) per gli immediati bisogni energetici.

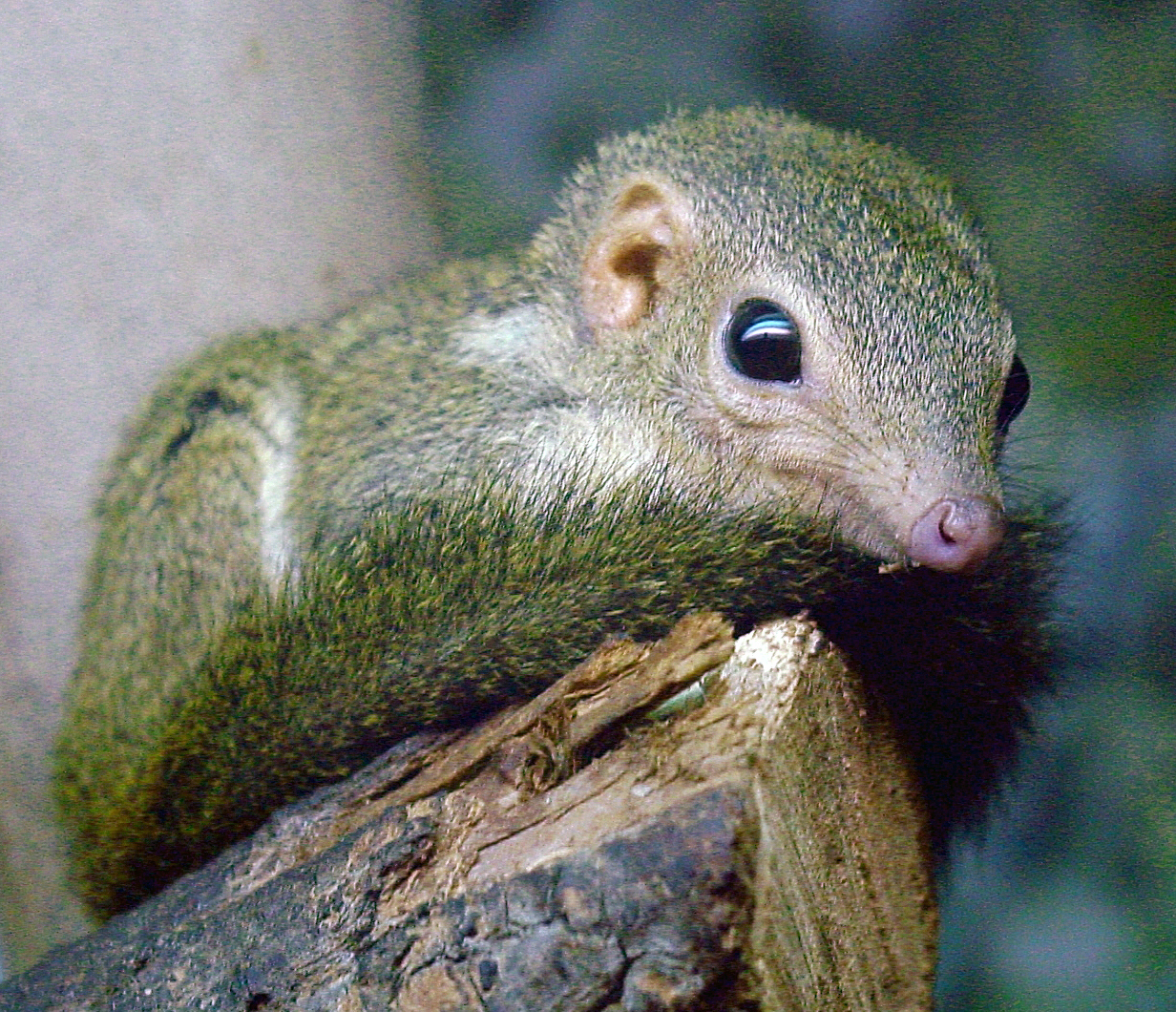
Tupaia pigmea.

In tutte le specie di tupaia finora studiate, si è notato che i piccoli rimangono nel nido per circa un mese, passato il quale ne escono come piccole repliche degli adulti. I cuccioli crescono rapidamente e la maturità sessuale può essere raggiunta all'età di 4 mesi. Fra la nascita della sua cucciolata e la sua uscita dal nido, la madre passa un totale di solo un'ora e mezza con i cuccioli, e le sue brevi visite per allattare non sono accompagnate da alcuna attività di pulizia dei piccoli. In realtà, le cure materne nelle tupaie sono così limitate che se un piccolo è estratto dal nido e posto appena di fianco a esso, la madre lo ignorerà completamente. Essa riconosce la propria prole solo nel nido a causa di un segnale olfattivo che la madre stessa lascia con la sua ghiandola sternale: se il segnale viene strofinato via, ella divorerà il suo stesso figlio.
Il numero di paia di mammelle è caratteristico di ogni specie ed è direttamente collegato al tipico numero di cuccioli.
Le tupaie tendono a riprodursi per gran parte dell'anno, sebbene in alcuni casi sia registrato un picco stagionale di nascite.
Il breve periodo di gestazione e la velocità con cui i piccoli raggiungono la maturità implicano che le tupaie possono riprodursi rapidamente se vi sono le condizioni adatte, e sono quindi capaci di colonizzare rapidamente nuove aree.

### Struttura sociale
Di tutte le tupaie, la tupaia comune è quella più accuratamente studiata allo stato selvatico. Questa specie forma gruppi sociali senza forti legami, tipicamente composti da una coppia di adulti e dalla loro prole. I membri di ogni gruppo occupano tutto o in parte un comune territorio di circa un ettaro, ma si muovono in genere in modo indipendente durante il giorno, prevalentemente al suolo o vicino a esso.
Il territorio di ciascun gruppo sembra essere difeso come una proprietà, dal momento che vi sono sovrapposizioni minime fra territori adiacenti e che sono stati visti combattimenti ai loro confini. Le tupaie sono impegnate in una vasta attività di emissione di segnali olfattivi, che varia nel dettaglio da specie a specie, ma in tutti i casi coinvolge speciali ghiandole odorifere, l'urina e forse anche le feci. La tupaia settentrionale possiede due aree ghiandolari sulla superficie ventrale del corpo: la ghiandola sternale è utilizzata quando la tupaia se ne sta a zampe ritte e strofina la ghiandola sopra l'oggetto che deve essere contrassegnato, e che può essere un ramo o un'altra tupaia; la ghiandola addominale è usata dalla tupaia quando «scivola», per esempio, lungo un ramo con l'addome premuto contro la sua superficie. Le tupaie emettono segnali anche lasciando goccioline di urina mentre camminano su un ramo e il tana è stato osservato in una sorta di danza nella quale le mani e i piedi vengono impregnati di urina depositata in precedenza su una superficie piatta. Almeno in cattività, i prodotti di queste varie attività di deposizione di segnali olfattivi si accumulano a formare una crosta giallo-arancio di consistenza grassa e di odore assai pungente. Le tupaie tenute in cattività depositano anch'esse le proprie feci in alcuni luoghi particolari della gabbia, rafforzando l'ipotesi che questi depositi giochino un ruolo nella marcatura del territorio allo stato selvatico.
Le tupaie possiedono un repertorio di richiami piuttosto limitato. Tutte le specie, allorché vengono sorprese nel nido o durante un attacco contro altre tupaie, emettono un rauco sibilo di collera con la bocca completamente aperta. I piccoli emettono un suono simile se disturbati nel nido. Durante i combattimenti vengono emessi una quantità di squittii e strilli, che culminano in strilli veramente acuti quando uno dei contendenti è battuto. Le specie di Tupaia emettono anche un richiamo simile a un continuo squittio quando sono in leggero allarme, e vi sono motivi per credere che esso funzioni come richiamo di massa che avvisa della presenza di possibili predatori.

## Tassonomia

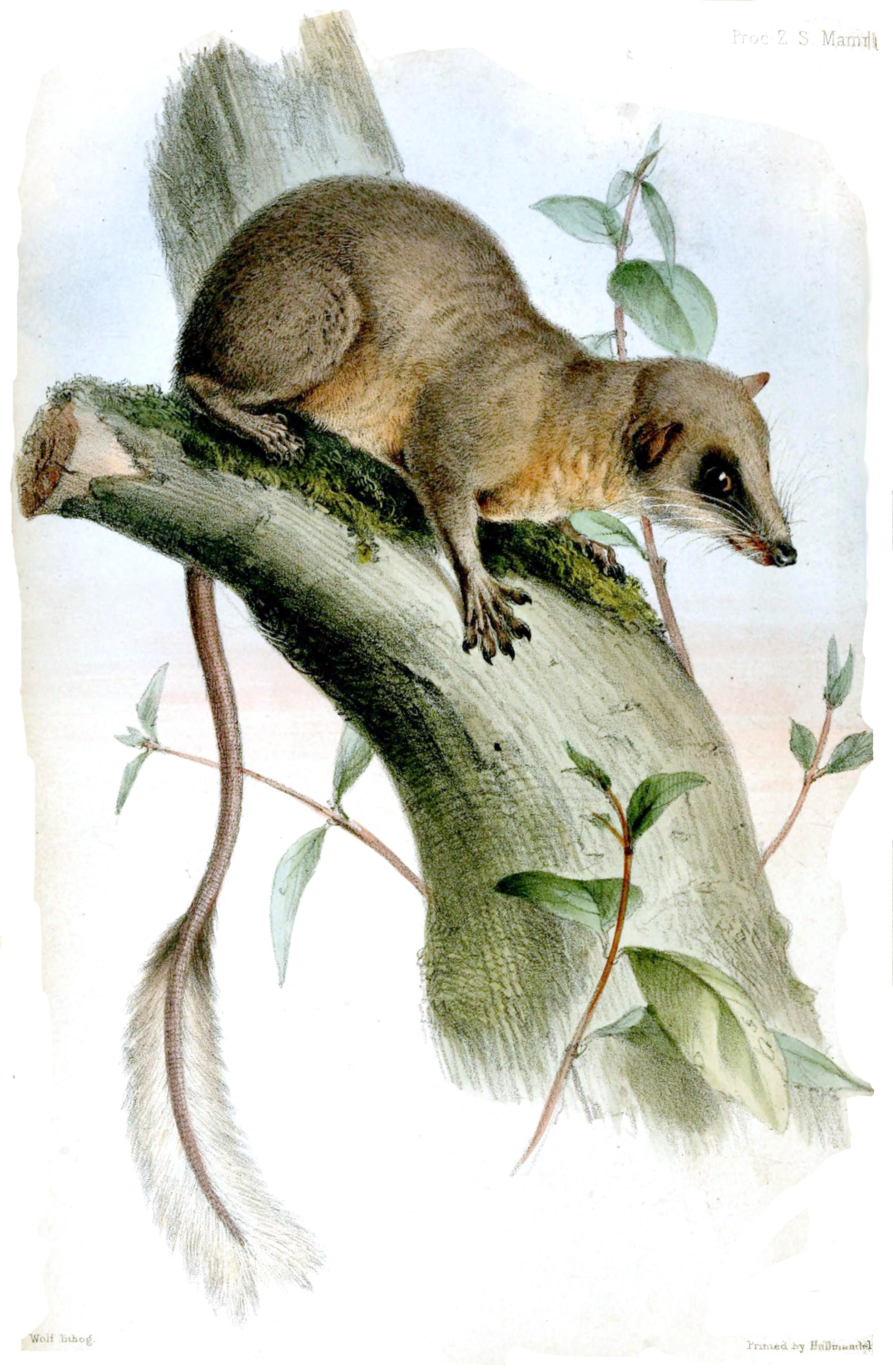
Tupaia dalla coda pennata.

Battezzate con un nome inglese fuorviante (treeshrews = «toporagni arboricoli») e poste in un primo tempo nell'ordine Insettivori, le tupaie sarebbero rimaste ignorate se l'anatomista Wilfrid Le Gros Clark negli anni venti non avesse ipotizzato che questi mammiferi relativamente primitivi potevano essere collegati ai Primati. Comparando le strutture del cranio, del cervello, della muscolatura e del sistema riproduttivo, egli concluse che le tupaie dovevano essere considerate come i primi discendenti del primitivo ceppo dei Primati. Questa interpretazione fu accettata da George Gaylord Simpson, il quale, nella sua classificazione dei Mammiferi, pubblicata nel 1945, incluse le tupaie nell'ordine Primati. Pertanto vennero condotti numerosi studi sulle tupaie con la speranza di chiarire la storia evolutiva dei Primati (compreso l'uomo). L'opinione attuale è che le tupaie non siano particolarmente collegate ai Primati o agli Insettivori, ma che rappresentino una linea completamente separata nell'evoluzione dei Mammiferi Euteri.
Questa opinione è stata formulata per diversi motivi. La prima obiezione all'interpretazione «Primati» è che le tupaie potrebbero aver acquisito la rassomiglianza coi Primati per evoluzione separata (convergente) di alcune caratteristiche in seguito ad analoghe necessità funzionali. Per esempio, i Primati sono tipicamente arboricoli, mentre gli Insettivori (come i toporagni, i porcospini, le talpe ecc.) sono tipicamente terrestri, così che è possibile che le somiglianze tupaie-Primati si siano sviluppate per adattamenti convergenti alla vita arboricola. Molte delle caratteristiche apparentemente da Primate (relativo accorciamento del muso, rotazione verso l'avanti delle orbite e grande sviluppo del sistema nervoso centrale in associazione con grandi occhi) sono ristrette alle più arboricole delle specie di tupaie, come la tupaia pigmea, così che questi caratteri comuni non possono essere considerati con certezza derivati da un comune gruppo antenato delle tupaie e dei Primati, dal momento poi che con ogni probabilità la tupaia ancestrale era più vicina alle moderne specie semi-terrestri.
La seconda e più importante obiezione si basa sulla distinzione fra le somiglianze che sono condivise a causa di una derivazione da un ceppo ancestrale specifico e le somiglianze condivise semplicemente per la conservazione di caratteri tipici del più antico ceppo primitivo di mammiferi Euteri. Questo secondo tipo di somiglianza non indica alcuna relazione specifica fra le tupaie e i Primati. Un esempio particolarmente efficace è costituito dalla presenza del cecum, un sacco senza sbocco nel canale digestivo alla congiunzione fra intestino tenue e intestino crasso, dove si trovano i batteri che consentono la decomposizione dei vegetali. Le tupaie e i Primati possiedono tipicamente un cecum, assente nella maggior parte degli Insettivori. È stato però recentemente dimostrato che il cecum è diffuso fra i Mammiferi, sia Metateri sia Euteri, ed è perfino presente nei rettili. Sembra perciò verosimile che il cecum fosse già presente nei primi Mammiferi Euteri, così che la sua presenza non fornisce alcuna prova di una comune ascendenza fra Primati e tupaie.
Si è anche visto che per alcuni aspetti le tupaie sono assai differenti dai Primati, in particolare nella riproduzione, dal momento che lo sviluppo della placenta nelle tupaie è completamente diverso da ogni specie di Primate e che i neonati sono partoriti nudi e senza assistenza, in marcato contrasto con le condizioni avanzate dei neonati Primati. Nelle tupaie, le cure parentali sono estremamente ridotte e assai lontane dalle elaborate cure parentali dei Primati.
Una grande difficoltà nel ricostruire l'evoluzione delle tupaie è data dalla mancanza di fossili, un vuoto ora in qualche modo riempito dalla scoperta nel giacimento di Siwalik, del Miocene dell'India, di tupaie fossili (Palaeotupaia sivalensis) che risalgono a circa 10 milioni di anni fa. Attualmente sembra più corretto considerare le tupaie un ordine di Mammiferi completamente distinto, separatosi molto presto durante la radiazione dei Mammiferi Euteri. Questa teoria è avvalorata anche dai dati biochimici recentemente acquisiti tramite reazioni immunologiche incrociate di proteine di tupaie, Insettivori e Primati.

### Classificazione
Nella classificazione delle tupaie un'importanza particolare sta nel colore del manto, nella lunghezza e forma della coda, nel tipo di orecchie, nello sviluppo del muso e delle zampe e nel numero dei capezzoli nelle femmine (il numero di paia di capezzoli è lo stesso del numero dei piccoli). Attualmente l'ordine Scandentia viene suddiviso in due famiglie: Tupaidi (4 generi con 19 specie) e Ptilocercidi (un solo genere con un'unica specie).
Famiglia Tupaiidae
- Genere Anathana Lyon, 1913
  - Anathana ellioti (Waterhouse, 1850) - tupaia indiana.
- Genere Dendrogale Gray, 1848

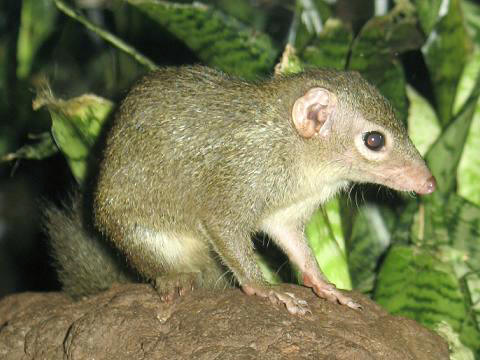
Tupaia comune.

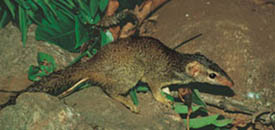
Tupaia indiana.

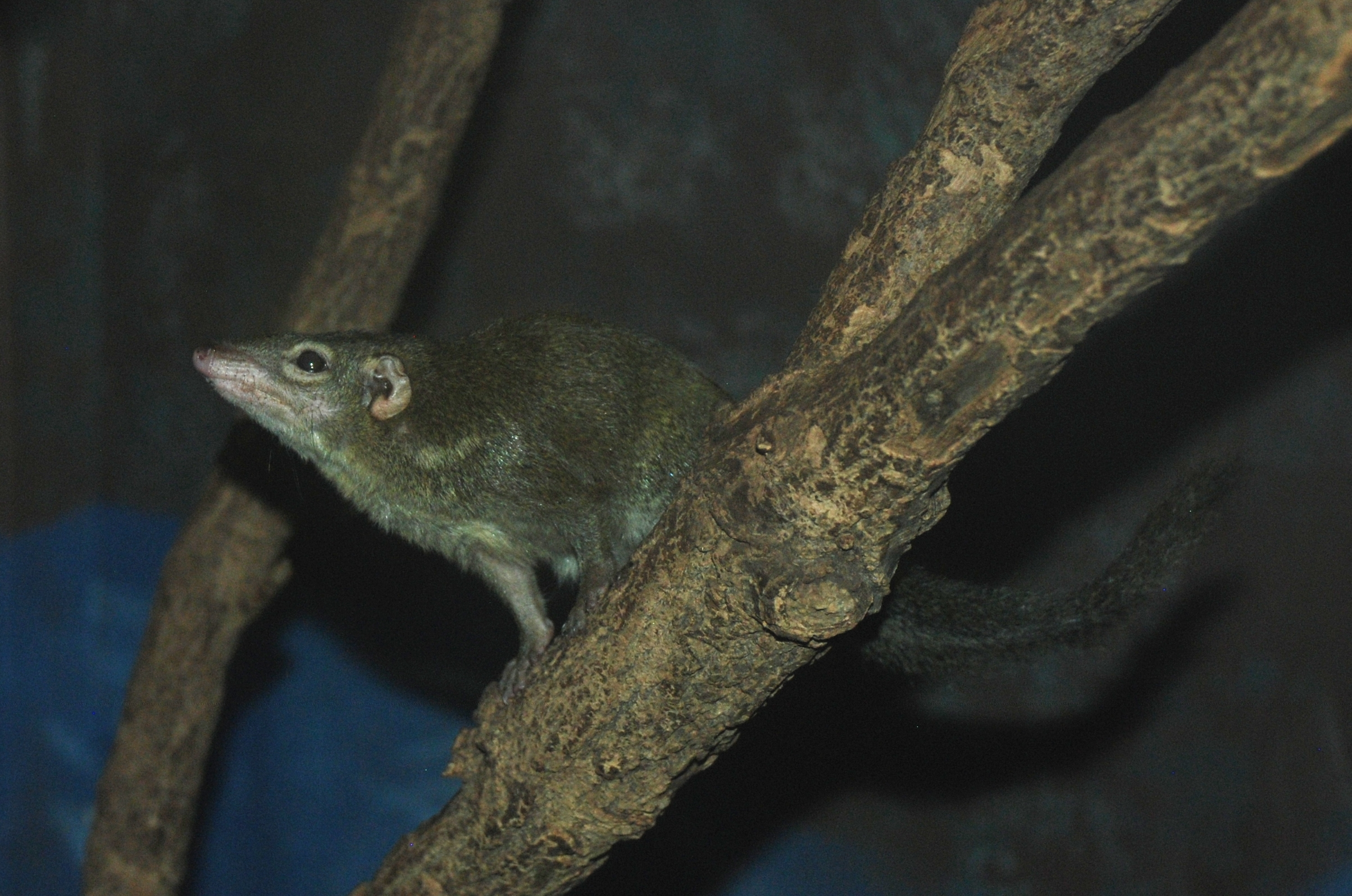
Tupaia settentrionale.

  - Dendrogale melanura (Thomas, 1892) - tupaia di monte del Borneo;
  - Dendrogale murina (Schlegel e Müller, 1843) - tupaia di monte settentrionale.
- Genere Tupaia Raffles, 1821
  - Tupaia belangeri (Wagner, 1841) - tupaia settentrionale;
  - Tupaia chrysogaster Miller, 1903 - tupaia delle Mentawai;
  - Tupaia dorsalis Schlegel, 1857 - tupaia striata;
  - Tupaia glis (Diard, 1820) - tupaia comune;
  - Tupaia gracilis Thomas, 1893 - tupaia gracile;
  - Tupaia javanica Horsfield, 1822 - tupaia di Giava;
  - Tupaia longipes (Thomas, 1893) - tupaia dai piedi lunghi;
  - Tupaia minor Günther, 1876 - tupaia pigmea;
  - Tupaia moellendorfi Matschie, 1898 - tupaia delle Calamian;
  - Tupaia montana Thomas, 1892 - tupaia di montagna;
  - Tupaia nicobarica (Zelebor, 1869) - tupaia delle Nicobare;
  - Tupaia palawanensis Thomas, 1894 - tupaia di Palawan;
  - Tupaia picta Thomas, 1892 - tupaia di pianura;
  - Tupaia splendidula Gray, 1865 - tupaia dalla coda rossa;
  - Tupaia tana Raffles, 1821 - tana.
- Genere Urogale Mearns, 1905
  - Urogale everetti Thomas, 1892 - tupaia delle Filippine.

Famiglia Ptilocercidae
- Genere Ptilocercus
  - Ptilocercus lowii  - tupaia dalla coda pennata.

## Curiosità
La tupaia settentrionale ha un rapporto tra massa cerebrale e massa corporea più alto che nell'essere umano, 
ma alti rapporti non sono rari tra gli animali che pesano meno di 1kg.